# قائمة ألعاب غيم أند واتش التي أعيد إصدارها
ألعاب غيم أند واتش لديها العديد من النسخ المعاد إصدارها.
ابتداءً من عام 1998، رخصت نينتندو سلسلة من ألعاب غيم أند واتش معاد إصدارها المسماة نينتندو ميني كلاسيكس.
في أوائل العقد الأول من القرن الحادي والعشرين، تم التخطيط لإعادة إصدار العديد من ألعاب غيم أند واتش على غيم أند واتش-إي (سلسلة من بطاقات نينتندو إي-ريدر)؛ ومع ذلك، صدرت مانهول فقط من هذه السلسلة.

## الألعاب المضمنة
| اللعبة                | غيم بوي غاليري (1995) | غيم أند واتش غاليري (1997) | غيم أند واتش غاليري 2 (1998) | غيم أند واتش غاليري 3 (1999) | غيم أند واتش غاليري 4 (2002) | غيم أند واتش كولكشن (2006) | غيم أند واتش كولكشن 2 (2008) | دي أس آي واير (2009) | نينتندو ميني كلاسيكس (1998) | كانجي سونوماما راكوبيكي جتن دي أس (2006) | غيم أند واتش-إي (2008) |
| --------------------- | --------------------- | -------------------------- | ---------------------------- | ---------------------------- | ---------------------------- | -------------------------- | ---------------------------- | -------------------- | --------------------------- | ---------------------------------------- | ---------------------- |
| بول                   | نعم                   | لا                         | نعم                          | لا                           | لا                           | لا                         | لا                           | نعم                  | نعم                         | نعم                                      | لا                     |
| بومب سويبر            | لا                    | لا                         | لا                           | لا                           | نعم                          | لا                         | لا                           | لا                   | لا                          | لا                                       | لا                     |
| بوكسنغ                | لا                    | لا                         | لا                           | لا                           | نعم                          | لا                         | لا                           | لا                   | لا                          | لا                                       | لا                     |
| شيف                   | لا                    | لا                         | نعم                          | لا                           | نعم                          | لا                         | لا                           | نعم                  | لا                          | لا                                       | لا                     |
| كلايمبر               | لا                    | لا                         | لا                           | لا                           | نعم                          | لا                         | لا                           | لا                   | لا                          | لا                                       | لا                     |
| دونكي كونغ            | لا                    | لا                         | نعم                          | لا                           | نعم                          | نعم                        | لا                           | لا                   | نعم                         | لا                                       | لا                     |
| دونكي كونغ II         | لا                    | لا                         | لا                           | نعم                          | لا                           | لا                         | لا                           | لا                   | لا                          | لا                                       | لا                     |
| دونكي كونغ 3          | لا                    | لا                         | لا                           | لا                           | نعم                          | لا                         | لا                           | لا                   | لا                          | لا                                       | لا                     |
| دونكي كونغ جونيور     | لا                    | لا                         | لا                           | نعم                          | نعم                          | لا                         | لا                           | نعم                  | نعم                         | لا                                       | لا                     |
| إيغ                   | لا                    | لا                         | لا                           | نعم                          | لا                           | لا                         | لا                           | لا                   | لا                          | لا                                       | لا                     |
| فاير                  | لا                    | نعم                        | لا                           | نعم                          | نعم                          | لا                         | لا                           | لا                   | نعم                         | لا                                       | لا                     |
| فاير أتاك             | لا                    | لا                         | لا                           | لا                           | نعم                          | لا                         | لا                           | لا                   | لا                          | لا                                       | لا                     |
| فلاغمان               | نعم                   | لا                         | لا                           | نعم                          | لا                           | لا                         | لا                           | نعم                  | لا                          | نعم                                      | لا                     |
| غرين هاوس             | لا                    | لا                         | لا                           | نعم                          | لا                           | نعم                        | لا                           | لا                   | لا                          | لا                                       | لا                     |
| هيلمت                 | لا                    | لا                         | نعم                          | لا                           | لا                           | لا                         | لا                           | نعم                  | لا                          | لا                                       | لا                     |
| جودج                  | لا                    | لا                         | لا                           | نعم                          | لا                           | لا                         | لا                           | نعم                  | لا                          | نعم                                      | لا                     |
| لايف بوت              | لا                    | لا                         | لا                           | لا                           | نعم                          | لا                         | لا                           | لا                   | لا                          | لا                                       | لا                     |
| لايون                 | لا                    | لا                         | لا                           | نعم                          | لا                           | لا                         | لا                           | لا                   | لا                          | لا                                       | لا                     |
| مانهول                | نعم                   | نعم                        | لا                           | لا                           | نعم                          | لا                         | لا                           | نعم                  | لا                          | نعم                                      | نعم                    |
| ماريو برذرز           | لا                    | لا                         | لا                           | نعم                          | نعم                          | لا                         | لا                           | لا                   | لا                          | لا                                       | لا                     |
| ماريوز بومبز أواي     | لا                    | لا                         | لا                           | لا                           | نعم                          | لا                         | لا                           | لا                   | لا                          | لا                                       | لا                     |
| ماريوز سيمينت فاكتوري | نعم                   | لا                         | لا                           | لا                           | نعم                          | لا                         | لا                           | نعم                  | نعم                         | لا                                       | لا                     |
| أوكتوبوس              | لا                    | نعم                        | لا                           | لا                           | نعم                          | لا                         | نعم                          | لا                   | نعم                         | لا                                       | لا                     |
| أويل بانيك            | لا                    | نعم                        | لا                           | لا                           | لا                           | نعم                        | لا                           | لا                   | نعم                         | لا                                       | لا                     |
| بينبول                | لا                    | لا                         | لا                           | لا                           | لا                           | لا                         | لا                           | لا                   | نعم                         | لا                                       | لا                     |
| باراشوت               | لا                    | لا                         | نعم                          | لا                           | نعم                          | لا                         | نعم                          | لا                   | نعم                         | لا                                       | لا                     |
| راين شاور             | لا                    | لا                         | لا                           | لا                           | نعم                          | لا                         | لا                           | لا                   | لا                          | لا                                       | لا                     |
| سيفباستر              | لا                    | لا                         | لا                           | لا                           | نعم                          | لا                         | لا                           | لا                   | لا                          | لا                                       | لا                     |
| سنوبي تنس             | لا                    | لا                         | لا                           | لا                           | لا                           | لا                         | لا                           | لا                   | نعم                         | لا                                       | لا                     |
| سبيتبول سباركي        | لا                    | لا                         | لا                           | نعم                          | لا                           | لا                         | لا                           | لا                   | لا                          | لا                                       | لا                     |
| سوبر ماريو برذرز      | لا                    | لا                         | لا                           | لا                           | لا                           | لا                         | لا                           | لا                   | نعم                         | لا                                       | لا                     |
| تروبيكال فيش          | لا                    | لا                         | لا                           | لا                           | نعم                          | لا                         | لا                           | لا                   | لا                          | لا                                       | لا                     |
| ترتل بريدج            | لا                    | لا                         | لا                           | نعم                          | لا                           | لا                         | لا                           | لا                   | لا                          | لا                                       | لا                     |
| فيرمن                 | نعم                   | لا                         | نعم                          | لا                           | لا                           | لا                         | لا                           | نعم                  | لا                          | لا                                       | لا                     |
| زيلدا                 | لا                    | لا                         | لا                           | لا                           | نعم                          | لا                         | لا                           | لا                   | نعم                         | لا                                       | لا                     |

## سلسلة غيم أند واتش غاليري
غيم أند واتش غاليري (بالإنجليزية: Game & Watch Gallery)‏، هي سلسلة من مجموعات بعض ألعاب غيم أند واتش الأصلية لنينتندو. وقد تم إصدار خمس أجزاء، جميعها للأنظمة الموجودة في عائلة غيم بوي؛ تم إصدار أربعة من هذه الألعاب على فرتشول كونسول للنينتندو 3دي أس ووي يو. من غيم أند واتش غاليري فصاعدًا، تتميز الألعاب بألعاب غيم أند واتش بطريقتين: الكلاسيكية، والتي تتميز بنسخ دقيقة من الألعاب الأصلية، والحديثة، مما يمنح الألعاب أسلوبًا مرئيًا مختلفًا باستخدام الشخصيات من امتياز ماريو؛ ومع ذلك، لا تتضمن جميع ألعاب «غيم أند واتش» المضمنة في الطريقة الحديثة. أيضًا، غالبًا ما تحتوي الألعاب على معارض فعلية تشرح تاريخ نظام غيم أند واتش والألعاب المختلفة التي تم إصدارها له. تتميز العناوين الأربعة الأولى في السلسلة أيضًا بحدود سوبر غيم بوي التي تحاكي تصميمات غيم أند واتش الأصلي. بينما صدرت اللعبة في الأصل تحت عنوان غيم بوي غاليري في أستراليا، يستخدم نسخة فرتشول كونسول عنوان غيم أند واتش غاليري.

### غيم بوي غاليري

غلاف اللعبة الأوروبي.

غيم بوي غاليري (بالإنجليزية: Game Boy Gallery)‏ هي اللعبة الأولى في السلسلة والأبسط إلى حد بعيد. صدرت اللعبة لنظام غيم بوي في أوروبا في 27 أبريل 1995 وفي أستراليا في عام 1995. على عكس الألعاب الأخرى في السلسلة، لا تحتوي هذه اللعبة على أوضاع حدسثة ولا كلاسيكية؛ المظاهر «حديثة» بأحرف عامة، لكن أسلوب اللعب «كلاسيكي». وهي اللعبة الوحيدة في السلسلة التي لا يتم فيها حفظ أعلى الدرجات عند إيقاف تشغيل النظام. يضم خمس ألعاب وهو العنوان الوحيد في السلسلة الذي لم يتم إعادة إصداره على فرتشول كونسول. يمكن للاعبين الاختيار بين مستويين من الصعوبة: A (سهل) و B (صعب). يمكن أيضًا ضبط أصوات اللعبة على موديرن (الموسيقى والمؤثرات الصوتية الأصلية) أو كلاسيك (المؤثرات الصوتية الأصلية فقط).
قائمة الألعاب
- بول
- فيرمن
- فلاغمان
- مانهول
- سيمينت فاكتوري

### غيم أند واتش غاليري 2
غيم أند واتش غاليري 2 (بالإنجليزية: Game & Watch Gallery 2)‏ هي اللعبة الثالثة في السلسلة في أوروبا وأستراليا والثانية في اليابان وأمريكا الشمالية. صدرت اللعبة لغيم بوي في اليابان في 27 سبتمبر 1997؛ صدرت لغيم بوي كولر في الولايات المتحدة في 20 نوفمبر 1998،[بحاجة لمصدر] في أوروبا في 1 نوفمبر 1998، وفي أستراليا في عام 1998؛ صدرت في اليابان لخرطوشة نينتندو باور للغيم بوي في 1 مارس 2000.
تم إصدار نسخة غيم بوي على نينتندو 3دي أس فرتشول كونسول في اليابان في 21 مارس 2012. تم إصدار نسخة غيم بوي كولر على نينتندو 3دي أس فرتشول كونسول في أوروبا وأستراليا في 3 مايو 2012 وفي أمريكا الشمالية في 24 مايو 2012؛ بينما صدرت اللعبة في الأصل تحت عنوان غيم بوي غاليري 3 في أستراليا، يستخدم نسخة فرتشول كونسول عنوان غيم أند واتش غاليري 2.
تتميز هذه اللعبة بطريقتين: الكلاسيكية، والتي تتميز بنسخ مخلصة من الألعاب الأصلية، والحديثة، والتي تمنح الألعاب أسلوبًا مرئيًا مختلفًا باستخدام شخصيات من سلسلة ماريو. تضم المجموعة ست ألعاب.
قائمة الألعاب
- باراشوت
- هيلمت
- شيف
- فيرمن
- دونكي كونغ
- بول (غير قابل للفتح)

### غيم أند واتش غاليري 3
غيم أند واتش غاليري 3 (بالإنجليزية: Game & Watch Gallery 3)‏ هي اللعبة الرابعة في السلسلة في أوروبا وأستراليا والثالثة في اليابان وأمريكا الشمالية. صدرت اللعبة على غيم بوي كولر في اليابان في 8 أبريل 1999، وفي الولايات المتحدة في 6 ديسمبر 1999، وفي أستراليا في 1999، وفي أوروبا في 1 فبراير 2000؛ صدرت لخرطوشة نينتندو باور في اليابان في 1 مارس 2000. بينما صدرت لغيم بوي كولر، إلا أن اللعبة متوافقة أيضًا مع غيم بوي.
صدرت اللعبة على نينتندو 3دي أس فرتشول كونسول في أوروبا وأستراليا في 25 سبتمبر 2014، وفي أمريكا الشمالية في 5 فبراير 2015؛ بينما صدرت اللعبة في الأصل تحت عنوان غيم بوي غاليري 4 في أستراليا، يستخدم نسخة فرتشول كونسول عنوان غيم أند واتش غاليري 3. في اليابان، صدرت على نينتندو 3دي أس فرتشول كونسول، ولكنه كان متاحًا فقط للمستخدمين الذين سجلوا سوبر سماش برذرز فور نينتندو 3دي إس وواحد من بوكيمون أوميغا روبي وألفا سايفر على نادي نينتندو الياباني بين 21 نوفمبر 2014 و 20 يناير 2015.
تتميز هذه اللعبة بطريقتين: الكلاسيكية، والتي تتميز بنسخ مخلصة من الألعاب الأصلية، والحديثة، والتي تمنح الألعاب أسلوبًا مرئيًا مختلفًا باستخدام شخصيات من سلسلة ماريو. تتميز بخمس ألعاب مع الوضعين الكلاسيكي والحديث، وستة ألعاب قابلة للفتح مع الوضع الكلاسيكي فقط.
قائمة الألعاب
- إيغ
- غرين هاوس
- ترتل بريدج
- ماريو برذرز
- دونكي كونغ جونيور
- جودج (غير قابلة للفتح)
- فلاغمان (غير قابلة للفتح)
- لايون (غير قابلة للفتح)
- سبيتبول سباركي (غير قابلة للفتح)
- دونكي كونغ II (غير قابلة للفتح)
- فاير (غير قابلة للفتح)

### غيم أند واتش غاليري 4
غيم أند واتش غاليري 4 (بالإنجليزية: Game & Watch Gallery 4)‏ هي اللعبة الخامسة في السلسلة في أوروبا وأستراليا والرابعة في اليابان وأمريكا الشمالية. صدرت اللعبة لغيم بوي أدفانس في أوروبا في 25 أكتوبر 2002، في الولايات المتحدة في 28 أكتوبر 2002، وفي أستراليا في 2002. إنه أيضًا أول عنوان في السلسلة يُنسب إلى توسي أنه مطور مشارك، بعد أن أصبحت الشركة غير معتمدة في الأجزاء السابقة.
صدرت على وي يو فرتشول كونسول في أوروبا في 10 ديسمبر 2015، وفي أستراليا في 11 ديسمبر 2015، وفي اليابان في 16 مارس 2016، وفي أمريكا الشمالية في 7 أبريل 2016. كان نسخة وي يو فرتشول كونسول أول مرة تتوفر فيها اللعبة في اليابان.
تتميز هذه اللعبة بأسلوبين: الكلاسيكي، والتي تتميز بنسخ مخلصة من الألعاب الأصلية، والحديث، والتي تمنح الألعاب أسلوبًا مرئيًا مختلفًا باستخدام شخصيات من سلسلة ماريو. يضم 11 لعبة مع الوضعين الحديث والكلاسيكي وتسع ألعاب مع الوضع الكلاسيكي فقط. تسهل هذه اللعبة تعدد اللاعبين لبوكسنغ ودونكي كونغ 3.
قائمة الألعاب
- فاير
- بوكسنغ
- راين شاور
- ماريوز سيمينت فاكتوري
- دونكي كونغ جونيور
- دونكي كونغ 3
- شيف (غير قابلة للفتح)
- ماريو برذرز (غير قابلة للفتح)
- دونكي كونغ (غير قابلة للفتح)
- أوكتوبوس (غير قابلة للفتح)
- فاير أتاك (غير قابلة للفتح)

## سلسلة غيم أند واتش كولكشن
غيم أند واتش كولكشن (بالإنجليزية: Game & Watch Collection)‏ هي سلسلة صدرت لنينتندو دي أس عبارة عن مجموعة من لعبتين كانتا متوفرة حصريًا من نادي نينتندو.

### غيم أند واتش كولكشن

غلاف اللعبة في أمريكا الشمالية.

غيم أند واتش كولكشن (بالإنجليزية: Game & Watch Collection)‏ هي لعبة صدرت على نينتندو دي أس حصرية لنادي نينتندو.
بالنسبة لأعضاء نادي نينتندو الياباني، كان متاحًا مقابل 500 قطعة نقدية اعتبارًا من 28 فبراير 2006. في سنغافورة، تم إصداره في AMK Hub في عام 2007.[بحاجة لمصدر] بالنسبة لأعضاء نادي نينتندو الأمريكي الشمالي، كان متاحًا مقابل 800 قطعة نقدية من 15 ديسمبر 2008. بالنسبة لأعضاء نادي نينتندو الأسترالي، كان متاحًا مقابل 2500 نجمة اعتبارًا من 11 مارس 2009. بالنسبة لأعضاء نادي نينتندو الأوروبي، كان متاحًا مقابل 5000 نجمة اعتبارًا من 12 نوفمبر 2009.

تحتوي هذه اللعبة على ثلاث ألعاب غيم أند واتش من سلسلة الشاشة المزدوجة: دونكي كونغ وغرين هاوس وأويل بانك. تأتي الألعاب مع كلا الوضعين A و B بالإضافة إلى ميزة التنبيه، والتي يمكن الوصول إليها على شاشة البداية. على عكس سلسلة غيم أند واتش غاليري، فإن الألعاب الموجودة في هذه اللعبة هي نسخ طبق الأصل من الإصدارات الأصلية.

### غيم أند واتش كولكشن 2

غلاف اللعبة في أمريكا الشمالية.

غيم أند واتش كولكشن 2 (بالإنجليزية: Game & Watch Collection 2)‏ هي لعبة صدرت على نينتندو دي أس حصرية لنادي نينتندو.
بالنسبة لأعضاء نادي نينتندو الياباني، كان متاحًا مقابل 500 قطعة نقدية اعتبارًا من 5 سبتمبر 2008. بالنسبة لأعضاء نادي نينتندو الأمريكي الشمالي، كان متاحًا مقابل 800 قطعة نقدية اعتبارًا من 31 مارس 2010. لأعضاء نادي نينتندو الأسترالي، كان متاحًا مقابل 2500 نجمة اعتبارًا من 15 ديسمبر 2011.

تحتوي هذه اللعبة على لعبتي غيم أند واتش ذات شاشة واحدة، باراشوت وأوكتوبوس، إلى جانب لعبة جديدة ذات شاشة مزدوجة تجمع بين باراشوت في أعلى الشاشة مع أوكتبوس على الشاشة السفلية. تأتي الألعاب مع كلا الوضعين A و B بالإضافة إلى ميزة التنبيه والتي يمكن الوصول إليها على شاشة البداية. على عكس سلسلة غيم أند واتش غاليري، فإن الألعاب الموجودة في هذه اللعبة هي نسخ طبق الأصل من الإصدارات الأصلية.

## الملاحظات
1. ↑  تعرف في أستراليا واليابان بإسم: غيم بوي غاليري (بالإنجليزية: Game Boy Gallery‎؛ باليابانية: ゲームボーイギャラリー؟)

غلاف اللعبة في أمريكا الشمالية.

غلاف اللعبة في أمريكا الشمالية.

2. ↑  تسمى اللعبة في أستراليا: غيم بوي غاليري 3 (بالإنجليزية: Game Boy Gallery 3)‏، وتسمى في اليابان: غيم بوي غاليري 2 (بالإنجليزية: Game Boy Gallery 2‎؛ باليابانية: ゲームボーイギャラリー2؟).
3. ↑  تسمى اللعبة في أستراليا: غيم بوي غاليري 4 (بالإنجليزية: Game Boy Gallery 4)‏، وتسمى في اليابان: غيم بوي غاليري 3 (بالإنجليزية: Game Boy Gallery 3‎؛ باليابانية: ゲームボーイギャラリー3؟).

غلاف اللعبة في أمريكا الشمالية.

4. ↑  تسمى اللعبة في اليابان: غيم بوي غاليري 4 (بالإنجليزية: Game Boy Gallery 4‎؛ باليابانية: ゲームボーイギャラリー4؟)، وتسمى في أستراليا وأوروبا: غيم أند واتش غاليري أدفانس (بالإنجليزية: Game & Watch Gallery Advance)‏.